# 남규희
남규희(南奎熙, 1859년 12월 19일 ~ 1937년 5월 8일)는 조선 말기의 관료이며 일제강점기에는 조선총독부 중추원에서 근무했다. 자는 성여(星汝), 호는 하산(霞山)이며 본적은 경기도 광주군 낙생면이다.

## 생애
대사헌을 지낸 남헌교의 손자로 명문가에서 태어났고, 1877년 과거에 합격하여 승정원과 홍문관에서 관직을 시작했다. 그가 과거에 합격하던 무렵은 돈으로 관직을 사고 파는 매관매직이 횡행할 때였는데, 아버지인 남정익이 고종에게 거액의 뇌물을 바쳐 장원 급제를 샀다는 설이 전해진다.
1886년 동부승지에 올랐고, 1901년에는 궁내부 특진관, 비서원승에 임명되어 국정 수행 일기인 《일성록》 보충 작업을 감독했다. 이후로도 규장각과 궁내부 등에서 근무했으며, 《고종실록》과 《순종실록》의 편찬 위원도 지냈다.
1910년 한일 병합 조약 체결후 조선총독부가 설치한 식민 통치 자문 기구 중추원의 찬의가 되었고, 1921년 중추원 개편 후에는 참의직을 받았다.
2002년 민족정기를 세우는 국회의원모임이 발표한 친일파 708인 명단과 2008년 민족문제연구소에서 친일인명사전에 수록하기 위해 정리한 친일인명사전 수록예정자 명단에 모두 선정되었다. 2007년 대한민국 친일반민족행위진상규명위원회가 발표한 친일반민족행위 195인 명단에도 들어 있다.

## 같이 보기
- 조선총독부 중추원

## 참고자료
- 친일반민족행위진상규명위원회 (2007년 12월). 〈남규희〉 (PDF). 《2007년도 조사보고서 II - 친일반민족행위결정이유서》. 서울. 586~597쪽쪽. 발간등록번호 11-1560010-0000002-10. [깨진 링크(과거 내용 찾기)]
- 남규희(南奎熙) - 한국학중앙연구원